# Список номинантов на премию «Большая книга» 2019 года
Список номинантов на премию «Большая книга», попавших в длинный список (лонг-лист) премии «Большая книга» в сезоне 2018—2019 года.
Список представлен в следующем виде — Победители, Список финалистов (кроме Победителей), Длинный список (кроме Победителей и Списка финалистов). Для каждого номинанта указано название произведения, а для рукописей — их авторы (по возможности).

## Победители
1. Олег Лекманов, Михаил Свердлов, Илья Симановский — «Венедикт Ерофеев: посторонний», Первое место
2. Григорий Служитель — «Дни Савелия», Второе место, Приз читательских симпатий (второе место), премия Ozon «Особый почерк»
3. Гузель Яхина — «Дети мои», Третье место, Приз читательских симпатий (первое место)
4. Валерий Попов — Специальная премия «За вклад в литературу»
5. Мария Лебедева (г. Тверь, филолог, журналист, критик) — Премия «_Литблог» [2]

## Список финалистов
1. Сухбат Афлатуни — «Рай земной»
2. Ольгерд Бахаревич — «Собаки Европы»
3. Евгений Водолазкин — «Брисбен», Приз читательских симпатий (третье место)
4. Александр Гоноровский — «Собачий лес»
5. Линор Горалик — «Все, способные дышать дыхание»
6. Евгения Некрасова — «Калечина-Малечина»
7. Алексей Сальников — «Опосредованно»
8. Роман Сенчин — «Дождь в Париже»
9. Вячеслав Ставецкий — «Жизнь А.Г.»

## Длинный список
1. Марина Ахмедова — «Камень Девушка Вода»
2. Валерий Байдин — «Неподвижное странствие»
3. Ксения Букша — «Открывается внутрь»
4. Александр Бушковский — «Рымба»
5. Эдуард Веркин — «Остров Сахалин»
6. Алиса Ганиева — «Ее Лиличество Брик на фоне Люциферова века»
7. Анаит Григорян — «Поселок на реке Оредеж»
8. Федор Грот — «Ромовая баба»
9. Олег Ермаков — «Голубиная книга анархиста»
10. Олег Зоберн — «Автобиография Иисуса Христа»
11. Андрей Иванов — «Обитатели потешного кладбища»
12. Анна Клепикова — «Наверно я дурак»
13. Анна Козлова (Рукопись № 158) — «Рюрик»
14. Николай Кононов — «Восстание»
15. Сергей Кузнецов — «Живые и взрослые»
16. Константин Куприянов — «Желание исчезнуть»
17. Михаил Левитин — «Отрицание книги о Викторе Шкловском. В пятнадцати остранениях с некоторыми уточнениями, изюмом из булки и финалом»
18. Александр Ливергант — «Вирджиния Вульф: моменты бытия»
19. Анна Немзер — «Раунд: оптический роман»
20. Александра Николаенко — «Небесный почтальон Федя Булкин»
21. Виктор Пелевин — «Тайные виды на гору Фудзи»
22. Андрей Рубанов — «Финист-ясный сокол»
23. Сергей Самсонов — «Держаться за землю»
24. Александр Снегирев — «Призрачная дорога»
25. Чулпан Хаматова, Катерина Гордеева — «Время колоть лед»
26. Булат Ханов — «Гнев»
27. Алла Хемлин — «Заморок»
28. Елена Чижова — «Город, написанный по памяти»
29. Рукопись № 141 — «Вавилонская лестница»